# Staurophora invittata
Staurophora invittata là một loài bướm đêm trong họ Noctuidae.